# Crister Olsson (skådespelare)
Jan Crister Olsson, född 13 maj 1954 i Nödinge, Älvsborgs län, är en svensk skådespelare.
Olsson utbildades vid Statens scenskola i Göteborg åren 1974-1977. Han tillhör den fasta ensemblen vid Uppsala Stadsteater.

## Teater

### Roller
| År   | Roll                    | Produktion                                                                                | Regi                       | Teater              |
| ---- | ----------------------- | ----------------------------------------------------------------------------------------- | -------------------------- | ------------------- |
| 1993 |                         | Sagan om bortbytingen Selma Lagerlöf                                                      | Finn Poulsen               | Uppsala stadsteater |
| 2009 |                         | 7:3. Återbesöket Dennis Magnusson                                                         | Dennis Sandin              | Uppsala stadsteater |
| 2009 |                         | Knutby Malin Lagerlöf                                                                     | Eva Dahlman (skådespelare) | Uppsala stadsteater |
| 2011 | Richard                 | Elake Måns Dennis Magnusson                                                               | Dennis Sandin              | Uppsala stadsteater |
| 2011 |                         | Mefisto (Mephisto: Roman einer Karriere) Klaus Mann                                       | Andriy Zholdak             | Uppsala stadsteater |
| 2011 |                         | Morden på Bäverns gränd John Fiske                                                        | John Fiske                 | Uppsala stadsteater |
| 2012 |                         | Fanny och Alexander Ingmar Bergman                                                        | Linus Tunström             | Uppsala stadsteater |
| 2013 |                         | Tre systrar (Три сeстры, Tri sestry) Anton Tjechov                                        | Dennis Sandin              | Uppsala stadsteater |
| 2013 |                         | En julsaga (A Christmas Carol in Prose, Being a Ghost-Story of Christmas) Charles Dickens | Rikard Lekander            | Uppsala stadsteater |
| 2014 |                         | Morbror Vanja (Дядя Ваня, Djadja Vanja) Anton Tjechov                                     | Yana Ross                  | Uppsala stadsteater |
| 2015 |                         | En hunds hjärta (Собачье сердце Sobatje serdtse) Michail Bulgakov                         | Yana Ross                  | Uppsala stadsteater |
| 2016 |                         | Kung Lear (King Lear) William Shakespeare                                                 | Linus Tunström             | Uppsala stadsteater |
| 2016 |                         | Den goda människan i Sezuan (Der gute Mensch von Sezuan) Bertolt Brecht                   | Sunil Munshi               | Uppsala stadsteater |
| 2017 |                         | Som i en dröm                                                                             | Birgitta Egerbladh         | Uppsala stadsteater |
| 2017 |                         | Fahrenheit 451 Lucia Cajchanova efter en bok av Ray Bradbury                              | Dennis Sandin              | Uppsala stadsteater |
| 2018 |                         | Hunden som kom in från kylan (Schnüffler & Co) Volker Quandt                              | Elisabeth Frick            | Uppsala stadsteater |
| 2019 | Dodik                   | Bröderna Lejonhjärta Astrid Lindgren                                                      | Ronny Danielsson           | Uppsala stadsteater |
| 2021 |                         | Svindlande höjder (Wuthering Heights) Emily Brontë                                        | Melody Parker              | Uppsala stadsteater |
| 2021 | Arga gubben mfl         | Loranga, Loranga Barbro Lindgren                                                          | Olle Törnqvist             | Uppsala stadsteater |
| 2022 |                         | Ett teaterliv Crister Olsson                                                              | Crister Olsson             | Uppsala stadsteater |
| 2022 | Pastor Harper Mr. Gibbs | Arsenik och gamla spetsar (Arsenic and Old Lace) Joseph Kesselring                        | Philip Zandén              | Uppsala stadsteater |